# Sap
Sap (maďarsky Szap, v letech 1948–1990 Palkovičovo) je obec na Slovensku v okrese Dunajská Streda, vzdálená od Dunajské Stredy přibližně 25 km. V roce 2015 zde žilo 522 obyvatel. První písemná zmínka o obci pochází z roku 1289.
Obyvatelé jsou převážně maďarské národnosti. Je odsud vybudována cyklostezka přes Gabčíkovo až do Bratislavy.

## Pamětihodnosti
- Římskokatolická kaple svaté Terezie z Avily.
- Reformovaný kostel, jednolodní klasicistní toleranční stavba z konce 18. století s polygonálním závěrem a představenou věží. V roce 1885 prošel historizující přestavbou. Zařízení kostela pochází z 20. století.